# Reimóndez (España)
Reimóndez (llamada oficialmente San Pedro Fiz de Reimóndez) es una parroquia española del municipio de Sarria, en la provincia de Lugo, Galicia.

## Otras denominaciones
La parroquia también es conocida por el nombre de San Fiz de Reimóndez.

## Organización territorial
La parroquia está formada por ocho entidades de población, constando cuatro de ellas en el nomenclátor del Instituto Nacional de Estadística español:
- Aceas (A Acea de Arriba)
- Airexe
- Callás
- Cima de Vila
- Outeiro
- Real (O Real)
- San Fiz
- Vilar do Monte

## Demografía
| Gráfica de evolución demográfica de Reimóndez entre 2000 y 2021 |
|                                                                 |
| Datos según el nomenclátor publicado por el INE.                |